# Daikanyama, Shibuya
Daikanyama (代官山) là một khu phố thuộc quận Shibuya, thủ đô Tokyo, Nhật Bản. Với mệnh danh là "Brooklyn của Tokyo", Daikanyama được biết đến là trung tâm thương mại và cửa hàng thời trang nổi tiếng.